# 黃帶紫胸魚
黃帶紫胸魚，為輻鰭魚綱鱸形目隆頭魚亞目隆頭魚科的其中一種，分布於西太平洋的斐濟、諾福克島、新喀里多尼亞海域，棲息深度0-6公尺，體長可達7.4公分，棲息在礁石區，生活習性不明。

## 擴展閱讀
維基物種上的相關：黃帶紫胸魚